# Chaenogobius annularis
Chaenogobius annularis är en fiskart som beskrevs av Gill, 1859. Chaenogobius annularis ingår i släktet Chaenogobius och familjen smörbultsfiskar. IUCN kategoriserar arten globalt som livskraftig. Inga underarter finns listade i Catalogue of Life.